# Jan Gayer
Jan Gayer (19. června 1885 Přerov – 7. června 1918 při obléhání stanice Lipjagy v Rusku), byl poručík císařské armády Rakouska-Uherska (roku 1916 dezertoval do československých legií), agronom a statkář v Brazílii.

## Život
Narodil se 19. června 1885 v Přerově. Jeho otec Jan Gayer byl městský sekretář. Po absolvování obecné školy studoval 4 roky na přerovském gymnáziu a poté na hospodářské škole tamtéž. Po absolvování studia v roce 1906 nastoupil k prezenční službě v C. k. rakousko-uherské armádě jako jednoroční dobrovolník. Po návratu z vojenské služby působil jako agronom. V letech 1907–1912 byl postupně povyšován, až do hodnosti poručíka. Po roce 1912 odcestoval do Brazílie a stal se statkářem v osadě Gayerovo poblíž městečka Araucária ve státu Paraná.Těsně před vypuknutím 1.světové války přijel zpět do Čech, aby vyzvednul rodiče. Zde jej ale zastihlo vyhlášení války a mobilizace. Snažil se dostat zpět do Brazílie, kde měl svůj veškerý majetek. Dostat zpět se mu však nepodařilo a jakožto záložní důstojník podléhal mobilizaci.
Koncem července 1914 byl povolán do aktivní služby a nastoupil k C. k. zeměbraneckému pěšímu pluku č.20. Se svým plukem odjel na ruskou frontu, kde byl koncem října 1914 u Ivangorodu raněn. V prosinci téhož roku se vrátil do pole a postupně se účastnil bojů na srbském i na východním bojišti. V červenci 1915 byl zajat v Ciecszyne Rusy. Nějaký čas strávil v zajateckém táboře ve Voroněžské gubernii, odkud se přihlásil do československých legií. V červnu 1916 byl přijat do řad československého vojska jako prostý voják a zařazen byl do záložní roty 1. československého střeleckého pluku. Koncem července 1916 byl přeřazen do 7. roty 1. československého střeleckého pluku a koncem listopadu téhož roku získal hodnost poručíka ruské armády. Po únorové revoluci v roce 1917 byl zvolen do plukovního komitétu. V červnu 1917 byl vyslán do Odbočky československé národní rady jako emisar k náboru nových dobrovolců. Po návratu k pluku byl v polovině července 1917 jmenován velitelem 7. roty. Ve stejném měsíci byl zvolen zástupcem důstojnického čestného soudu. Koncem srpna 1917 byl přeložen do nově budovaného 4. československého střeleckého pluku a jmenován velitelem 1. praporu. V bitvě u Bachmače 8. března 1918 byl určen na místo pomocníka velitele pluku a přispěl nemalou měrou k hladké evakuaci celé první divize z nebezpečného úseku. Dne 2. června 1918 vedl poručík Gayer osobně své muže v bitvě u Bezenčuku a skvělým manévrem rozbil se svou jednotkou vojska bolševiků a zahnal je až k "Ivaščenkovu". 
V bitvě u Lipjagu 4. června 1918 jako zatímní velitel 4. československého střeleckého pluku vedl celý pluk do útoku. Závěrečný bodákový útok vedl por. Jan Gayer osobně v čele svého pluku. Byl však těžce raněn do obou nohou a 7. června 1918 po těžké operaci svému ranění podlehl. Pohřben byl v Samaře ve společném hrobě.

## Vyznamenání

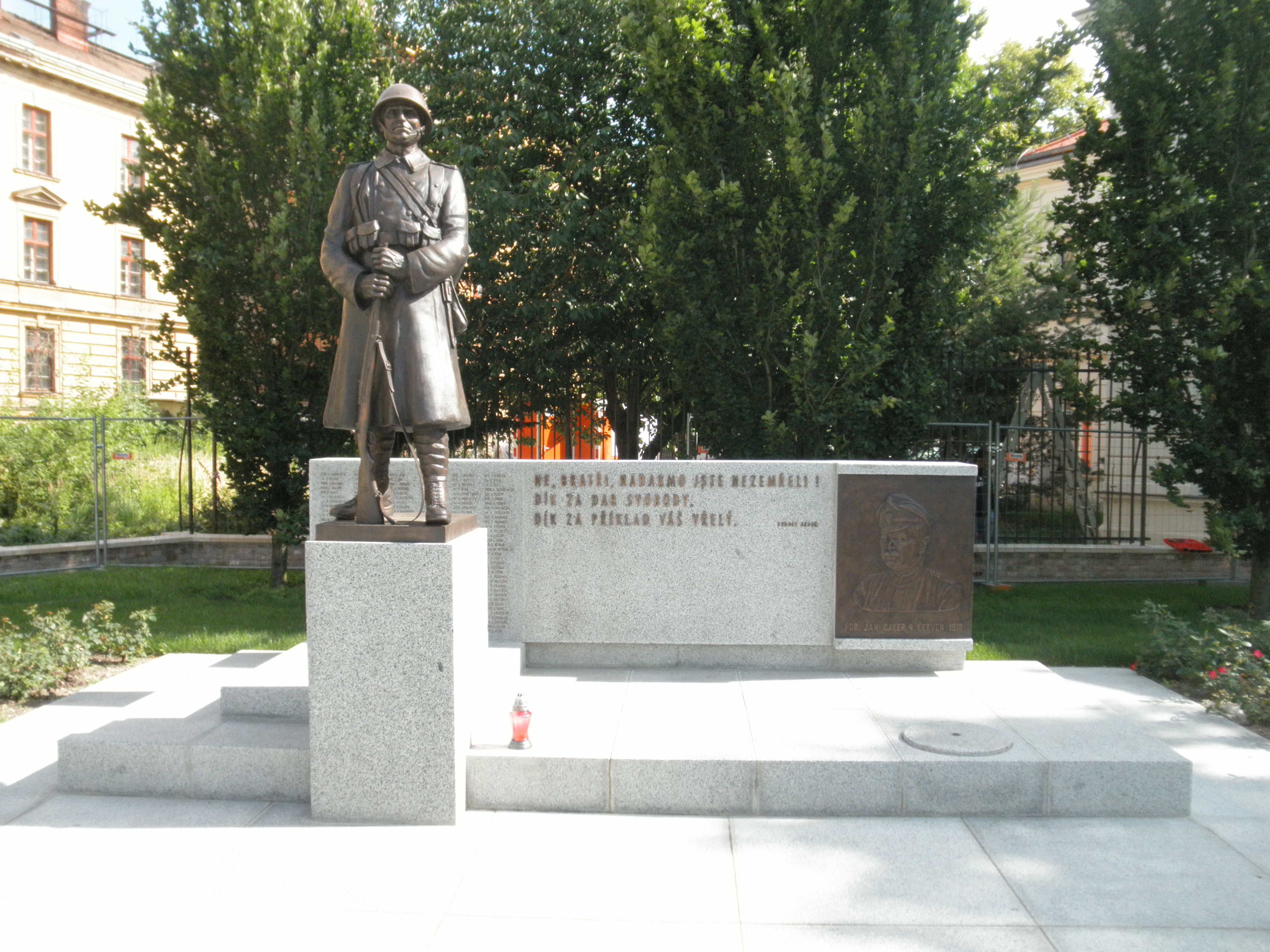
V roce 2018 byl v Hradci Králové obnoven památník padlým legionářům 4. střeleckého pluku Prokopa Velikého se sochou a s reliéfem Jana Gayera.

| Československý válečný kříž 1914–1918 | Československý válečný kříž 1914–1918 |
| Československá revoluční medaile      | Československá revoluční medaile      |
| Válečný kříž                          | Válečný kříž                          |